# Quella piccola differenza
Quella piccola differenza è un film del 1969 diretto da Duccio Tessari.

## Trama
Marino Marini, un rispettabile imprenditore di prodotti per la bellezza, vive serenamente le sue giornate tra affari, famiglia, tempo libero e svago con le sue amanti. La vita di Marino però, è destinata a inclinarsi a causa di un terribile shock che scopre durante un accertamento clinico: il suo corpo sta per modificarsi, diventando pian piano una donna a tutti gli effetti.
Dopo aver effettuato i dovuti controlli, resosi conto che non ci sono dubbi e preso ancora dallo spavento da non riuscire ancora a elaborare mentalmente quanto accaduto, Marino cerca tra libri, ulteriori medici e consulti di ogni tipo cosa può essergli accaduto, ma senza riuscire a trovare una risposta che lo possa convincere ad accettare con la stessa serenità di prima il suo nuovo stato fisico.
Dopo mille peripezie e disperato per essere convinto di perdere la propria virilità, Marino tenta il suicidio tentando di impiccarsi alla corda di un campanile, ma viene tratto in salvo da un frate che gli fa capire che a prescindere dal suo dolore, deve cercare di vivere serenamente e accettare con risolutezza la sua condizione, anche se c'è da dire che il finale, lasciato aperto, mostra in seguito, un Marino identico a prima dell'avvenuta notizia, sempre uguale a se stesso, il che fa presumere, la possibilità di una diagnosi errata.